# قصی منیر
قصی منیر (عربی: قصي منير عبودي الحسين؛ زادهٔ۱۲ آوریل ۱۹۸۱)؛ بازیکن فوتبال سابق اهل عراق و در حال حاضر سرمربی تیم الدیوانیه است. منیر قبل از دوران مدیریتی خود یک هافبک میانی تحسین‌شده با بیش از ۸۰ بازی ملی برای تیم ملی عراق بود و قهرمان جام ملت‌های آسیا ۲۰۰۷ شد. وی بازیکنی شناخته‌شده در خاورمیانه است که برای باشگاه‌هایی در قطر، عربستان سعودی و امارات متحده عربی بازی کرده‌است.
وی همچنین در تیم ملی فوتبال عراق بازی کرده‌است.